# Pas Cobert (el Papiol)
El Pas Cobert és una obra amb elements romànics del Papiol (Baix Llobregat) inclosa a l'Inventari del Patrimoni Arquitectònic de Catalunya.

## Descripció
Pas cobert que actualment forma part d'un habitatge plurifamiliar. És un carreró adossat a l'edifici de la rectoria. L'entrada és un arc de mig punt amb l'interior d'embigat de fusta i sortida també d'arc de mig punt. A un dels laterals veiem senyals d'un arc el·líptic, avui cegat. Aquest mur és de la rectoria, actualment molt transformada.

## Història
Espai integrat dins del conjunt medieval de la població, molt destruïda durant la guerra civil (1936- 1939).